# 螺杆泵
螺杆泵（screw pumps）最早的雏形和原理是阿基米德提出的阿基米德螺杆。螺杆泵是利用螺杆的回转来运送流体介质。因为泵的驱动，动力方式以及泵用材料和机械加工精度的关系，历史上很长时间没有得到发展，一直到近代螺杆泵才得到应有的发展。1890年，在美国WARREN公司出产世界上第一台双螺杆泵，以后相继出现了三螺杆泵和单螺杆泵。
螺杆泵属于转子式容积式泵,适用于输送高粘度流体，固体悬浮液，高磨蚀性浆液，固、液、气三相混合物等极度敏感和易受离心力破坏的流体介质。
螺杆泵主要分为单螺杆泵，双螺杆泵，三螺杆泵，五螺杆泵等。